# Церква святого апостола Івана Богослова (Довге)

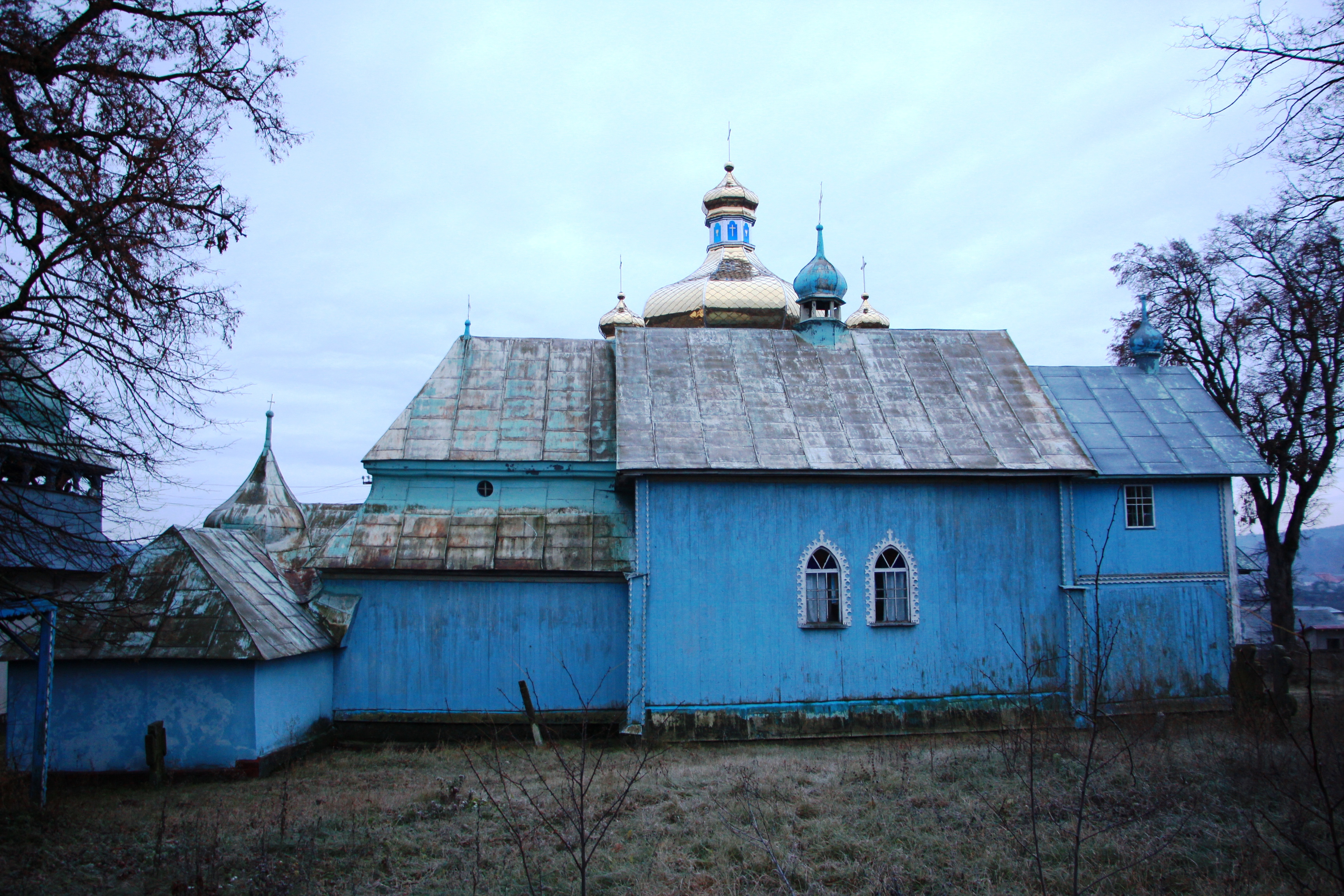
Дерев'яна церква

Церква святого апостола Івана Богослова в Довгому — парафія і храм греко-католицької громади Теребовлянського деканату Тернопільсько-Зборівської архієпархії Української греко-католицької церкви в селі Довге Тернопільського району Тернопільської области.
Дерев'яна церква оголошена пам'яткою архітектури місцевого значення.

## Історія церкви
Парафію утворено в 1701 році. Колишній храм збудували в 1704 році, а новий — у 2007 році. Архітекторами нового храму є М. Ковальчук і Б. Федаш. Іконостас створили С. Макогін та М. Більчик, а серед жертводавців були Василь та Степан Кігури, В. Кушнір, І. Кучма і В. Підгайний.
У 1704 році на пагорбі між Довгим і Грицівкою збудували дерев'яну греко-католицьку церкву без жодного цвяха. У травні 2004 року відзначали її 300-річчя, встановивши пам'ятну плиту.
У 1995 році владика Михаїл Сабрига освятив наріжний камінь під будівництво нового храму, який було завершено у 2007 році.
У 1701—1946 роках парафія і храм належали до УГКЦ. У 1946—1990 роках парафія була в підпорядкуванні РПЦ, а храм закрили в 1961 році.
У 1990 році парафія і храм знову повернулися в лоно УГКЦ. У 1935 році парафію відвідав єпископ Никита Будка.
На парафії зберігаються мощі святого Йосафата Кунцевича.
Діють Марійська та Вівтарна дружини, братство Матері Божої Неустанної Помочі та Біблійне товариство для молоді.
На території парафії встановлено хрест на честь скасування панщини.

## Парохи
- о. А. Глинський,
- о. Й. Лавровський,
- о. І. Гаванський,
- о. В. Ганкевич,
- о. П. Глинський,
- о. Ю. Фіцалович,
- о. І. Збарашук,
- о. митрат Іван Сивак (1990—2011),[3]
- о. Роман Чорній (з 6 грудня 2012, адміністратор).